# Seńkiwśke
Seńkiwśke (ukr. Сеньківське) – wieś na Ukrainie w rejonie wierchowińskim obwodu iwanofrankiwskiego.